# Українська народно-республіканська партія
Українська народно-республіканська партія (УНРП), заснована в кінці 1918 року; трималася правого курсу аграрної політики, виступала проти соціалізму, орієнтувалася на Антанту.
Лідери: Євген Архипенко (міністр земельних справ у кабінеті С. Остапенка), П. Пилипчук (керівник міністерством шляхів у тому ж кабінеті) та Олександр Ковалевський.
Керівним органом став ЦК, створено провінційні партійні комітети, опублікована програма УНРП. Лідерами партії були також В. Корольов, К. Вронтовський-Сивошапка.
УНРП була керівною групою в організації державного перевороту, влаштованого В. Оскілком 29 квітня 1919 в Рівному. Згодом не виявляла діяльності.